# کم منفصل
کم منفصل، کم گسسته در مقابل پیوسته‌ است و به مقداری گفته می‌شود که تصوّر آن در ذهن کامل نمی‌شود مگر به واسطه اجزاء تشکیل دهنده آن.

## اعدادهمه کم منفصل اند
کم منفصل کمی است که بین اجزاء آن حد مشترک نتوان فرض کرد. نشود جزئی از آن را فرض کرد که هم جزو آن قسم باشد هم جزو قسم دیگر. اگر ده را دو قسم کنید هیچ جزئی بین دو دسته پنج تایی مشترک نیست. اعداد همه کم منفصل اند.
کم منفصل کمیتی است که نمی‌توان در اجزاء آن حدی که مشترک بین اجزاء باشد، تصور کرد. به نحوی که اجزاء آن در آن حد مشترک با هم برخورد کند و به وسیله آن، متحد شوند.
کم منفصل همان عدد است و عبارت است از مجموع واحدهای بسیط از جنس واحد. به نحوی که اگر عدد یک را با خودش جمع کنیم عدد دو به دست می‌آید و اگر یک را با دو جمع کنیم عدد سه به دست می‌آید، به همین طریق تا آخر، می‌توان بر تمام اعداد دست یافت. این بدان معنی است که انتقال از عددی به عدد بعد از خود، دفعی و ناگهانی است بدون اینکه مقادیر کسری مانند جمله زیر بین آنها باشد:
۱/۹۳۷۵ =(۱/۱۶) + (۱/۸) + (۱/۴) + (۱/۲)
این جمله هر چقدر تعداد ارقام آن زیاد باشد بالاخره به دو نخواهد رسید.

## برای مطالعهٔ بیشتر
- تابع پیوسته
- ... ۱/۱۶ + ۱/۸ + ۱/۴ + ۱/۲